# ديمه الشهابي
ديمة الشهابي (مواليد 1970) هي كاتبة وشاعرة كويتية. وقد نشرت على نطاق واسع في المجلات وكتبت أول كتاب لها في الشعر في عام 2011. وأعقب ذلك مختاراتها التي شاركت في تحريرها في عام 2012 ردًا على قصف الدائرة الأدبية التاريخية في بغداد، وفي عام 2014 تعاونت مع شاعر آخر في جمع قصائد على غرار رينغا. 

## سيرتها الذاتية
ولدت الشهابي في الكويت في عام 1970. وهي من اصل فلسطيني. كانت والدتها من غزة وأبيها من القدس. وقد حضرت المدرسة الأمريكية في الكويت مع منفيين فلسطينيين آخرين. كانت الكويت في طفولتها ملاذا للحرية والتعليم والعمل ومكانا تعلمت فيه أن تفخر بثقافتها الفلسطينية. في عام 1988، جاءت إلى الولايات المتحدة لحضور جامعة تافتس وحصلت على درجة البكالوريوس في التاريخ والعلاقات الدولية. حصلت على درجة الماجستير في عام 1993 في الصحافة من جامعة بوسطن. 
هي نائبة رئيس دائرة الكتاب العرب الأمريكيين (راوي)، ورعاية الأحداث الوطنية سنويا منذ عام 2009 لجمع الفنانين معا. 
نشرت الشهابي قصائد في العديد من المجلات، بما في ذلك الشعر العربي الأمريكي المعاصر، وبستان السرطان، واستعراض دمق، والقارب المخمور، واستعراض الكينيون، والخيال الأدبي، والشعر في لندن، وشعر المرأة العربية وغيرها، ورشحت لجائزة بوشكارت أربع مرات. وترجمت أعمالها إلى العربية والفارسية والفرنسية. تم نشر كتابها الأول، ثلاثة عشر رحيل من القمر، في عام 2011، ومن خلال الشعر ناقش شعور الوقوع بين عالمين. واستعرض قسم خاص من مراجعة الكتب الأمريكية في عددها الصادر في تشرين الثاني / نوفمبر - كانون الأول / ديسمبر 2012 الأدب العربي الأمريكي. وكانت الشهابي واحده من المؤلفين الذين تم استعراض أعمالهم بعمق وذكر في مكان آخر من هذه المسألة على أنها ماهرة في استخدامها للغزل. 
ردا على تفجير عام 2007 في شارع المتنبي في بغداد، قامت المنطقة الأدبية التاريخية، الشهابي وبو بوسوليل بتحرير مختارات في عام 2012 تسمى شارع المتنبي تبدأ هنا من ردود الناس على التفجير. ومن بين المساهمين المساهمون ياسين السلمان والصحفي الحائز على جائزة بوليتزر انتوني شديد؛ ريجين ساهاكيان، منتج تلفزيوني عراقي مقره الولايات المتحدة ونازك الملائكة كجزء من 100 مشارك. فاز الكتاب بجائزة الاعتراف 2013 من جوائز كتاب كاليفورنيا الشمالية المقدمة 19 مايو 2013 في مكتبة سان فرانسيسكو العامة. وأشادت ريبيكا فوست، دارتموث في الإقامة في فروست بلاس، بتحرير النثر والشعر المتناوبين على أنهما خلق إيقاع متماسك وتذكير قوي بأن ما حدث في شارع المتنبي يمكن أن يحدث في أي مكان. 
أحدث نشر لها هو التعاون مع الشاعرة الأمريكية اليهودية، مارلين هاكر، وكتب في أسلوب رينغا اليابانية، وهو شكل من أشكال تناوب الدعوة والإجابة. الكتاب، دياسبو / رينغا: التعاون بالتناوب رينغا يستكشف رحلة عاطفية من الذين يعيشون في المنفى. بدأ التعاون في عام 2009 کتبادل للقصائد التي تعبر عن الأفکار حول الأعمال العدائية في غزة في الفترة 2008 - 2009. إنه حوار حول الصراع، الذي يستكشف عدم القدرة على أن يكون غير مبال، حيث أن الحرب لا تزال في العقل كخلفية للمهام اليومية الدنيوية. 

## أعمال مختاره
- الشهابي، ديما. "ريكيم فور أريفال"، مسيسيبي ريفيو، فولوم 32 No.3 (2004)، ب 263-264
- الشهابي، ديما. "في قبة الصخرة"، استعراض ميسيسيبي، المجلد 32 رقم 3 (2004)، ص 262
- الشهابي، ديما. "ذي ناراتيف"، ذي كينيون ريفيو، فولوم 30 No. 1 (2008)، ب 115-117
- الشهابي، ديما. "هيلوا's ستوريز"، ذي ماساشوسيتس ريفيو، فولوم 50 No. 1-2 (أبريل 2009)، ب 144-147
- الشهابي، ديما. "غزال"، كالالو، المجلد 32 رقم 4 (ديسمبر 2009)، ص 1161
- الشهابي، ديما. ثلاثة عشر مغادرة من القمر: القصائد، الصحافة 53، ونستون سالم، نك (2011) (إيسبن   978-1-935708-23-0)
- بوسول، بو أند ديما شيهابي، إدس. شارع المتنبي يبدأ هنا: الشعراء والكتاب الرد على 5 مارس 2007، قصف بغداد "شارع كتب الكتب"، بيإم برس، أوكلاند، كا (2012) (إيسبن 978-1-60486-590-5)
- هاكر، مارلين وديما ك الشهابي. دياسبو / رينغا: تعاون في بالتناوب رينغا، هولندا بارك الصحافة، لندن (2014) (إيسبن 978-1-90732-042-2)